# Arjomandīyeh
Arjomandīyeh (persiska: ارجمندیه) är en ort i Iran.   Den ligger i provinsen Kerman, i den centrala delen av landet, 700 km sydost om huvudstaden Teheran. Arjomandīyeh ligger 1 681 meter över havet och antalet invånare är 527.
Terrängen runt Arjomandīyeh är en högslätt.Runt Arjomandīyeh är det ganska glesbefolkat, med 42 invånare per kvadratkilometer. Närmaste större samhälle är Zarand, 11,9 km norr om Arjomandīyeh. Trakten runt Arjomandīyeh är ofruktbar med lite eller ingen växtlighet.